# 王尚智
王尚智（1968年2月29日—），出生於台灣花蓮縣富里鄉，現居臺北市。媒體工作者、節目主持人、作家及評論員。曾任中華電視公司新聞主播；TVBS（香港、臺灣）主播、主編、製作人；鳳凰衛視新聞總監暨副總經理；人間衛視總經理。

## 簡歷
王尚智早年記者生涯主跑兩岸新聞，長期關注北京、台北兩地為主之華人趨勢脈動。其個人網誌「王尚智的雙城心事」遍談兩岸政治、國際財經，及文化評論等領域，獲聯合新聞網、鳳凰網推薦為「媒體名人部落格」，兩岸瀏覽人數超過六百萬人。現仍不定期於鳳凰衛視「財經點對點」節目，湖南衛視、深圳衛視等，受邀進行連線評論。
2005年考入北京中央美術學院院博士生，研究宗教美學及佛學；並負責多起兩岸宗教文化交流活動之主持與講評。2007年於人間衛視期間，開始深度參與國際間各項「NPO( 非營利組織)」及 「NGO( 非政府組織)」之專案項目；並針對「公民社會」理論架構中，積極倡議導入「媒體」角色及「媒體策略」之應用。
2008年後常住兩岸、日本及東南亞各城市，從事宗教「文化比較」研究，與美學研究論述，同時於雅加達協助印尼「力寶集團」主持一項新媒體的實驗計畫，並同時進行 「CSR(企業社會責任)」之管理研究。
2010年一月，因其「王尚智的雙城心事」部落後的評論文章「我媽對馬英九沒感覺了」，引起超過十萬人以上的瀏覽與討論，致使馬英九總統專程前往其故鄉花蓮，拜訪其母江美華女士查訪民情，引起台灣社會討論「花蓮王媽媽」現象。此為馬英九09年民調聲望低靡時，重新恢復聲望的轉折點。同年四月，開始於台灣南投縣魚池鄉日月潭，籌辦新媒體計畫「日月潭頻道」。主要為一項以海峽兩岸大陸觀光客族群為基礎，進行深具台灣本土價值、佛教文化，及媒體文化創意的實驗計畫。「日月潭頻道」為網路電視，以Justin.tv為播出平台，長期在日月潭玄光寺與伊達邵等地，有現場實況轉播。王尚智也由此展開「影音視頻評論」的實驗，名稱為「王尚智的湖畔沙發」。
2020年10月29日，將之前在聯合報的《王尚智的雙城心事》部落格，透過臉書粉絲專頁重新開張。
2021年1月13日，時事評論的「視頻」透過「中天」平台開始上線了；並同步上傳於長期深耕Youtube平台。

## 作品

### 著作
書籍
- 1998 《轉個念頭，人生會更好》高寶書版（金石堂書店年度TOP20暢銷書）
- 1999 《人生多起伏，眺望新出路」高寶書版
- 2000 《陪伴，在人生的轉彎處》高寶書版
- 2001 《再難，都會有出路》高寶書版
- 2001 《學佛新手上路》法鼓文化
- 2006  《心經》商務印書館（香港）

主編叢書
- 《林子青全集》
- 《明鏡台/陳慧劍系列》
- 《認識咒語》

### 主持
廣播
- 2023 飛碟聯播網《問天問政問少年》

## 言論及爭議
- 2019年4月20日，王尚智在臉書發文表示自己「直接從網路上把「我們與惡的距離」十集全部看完」，然而該劇完結集原預計在台灣時間21日晚間才要播出，他的言論也引起注意[1][2]。

## 外部連結
- 王尚智的雙城心事，聯合新聞網 （页面存档备份，存于）
- 王尚智博客，鳳凰網
- 媒體人王尚智看壹傳媒交易案：蘋果新人笑、時報舊人哭 （页面存档备份，存于）